# Johann Christoph Mylius
 (octobre 2020).
Pour les articles homonymes, voir Mylius.
Johann Christoph Mylius est un écrivain et bibliographe allemand, né à Buttstädt (duché de Saxe-Weimar) en 1710, et mort en 1757.
Après s’être fait recevoir maître es arts à Iéna, il devient conservateur à la bibliothèque de l’université et professeur adjoint de philosophie dans la même ville. 

## Œuvres
Ses principaux ouvrages sont : 
- De veris et fictis binominibus in Scriptura (Iéna, 1738) ;
- Bibliotheca anonymorum et pseudonymorum (Hambourg, 1740, 2 parties in-8° et in-fol.), où l’on trouva des détails sur plus de 8,800 ouvrages anonymes et sur 450 pseudonymes ;
- De sancta quorumdam in abolendis vel mutilandis auctoribus classicis elegantioribus latinis simplicitate (Iéna, 1741, in-4°) ;
- les Hommes distingués qui vivaient à Iéna en 1743 (Iéna, 1743) ;
- Historia Myliana (Iéna, 1751-1752, 2 parties, in-4°), recueil de biographies de personnes du nom de Miller, Muller, Mylius.

## Source
« Johann Christoph Mylius », dans Pierre Larousse, Grand dictionnaire universel du XIXe siècle, Paris, Administration du grand dictionnaire universel, 15 vol., 1863-1890 [détail des éditions].